# Ruh hurihuraa
Ruh hurihuraa ist eine winzige Insel des Felidhu-Atolls im Süden des Inselstaates Malediven in der Lakkadivensee des Indischen Ozeans. Sie gehört zum Verwaltungsatoll Vaavu.

## Geographie
Die Insel liegt im Süden des Atolls etwas zum Innern der Lagune hin versetzt und nordöstlich von Rakeedhoo, sowie nördlich von Thun’duhuraa und Buri Hura.